# Calyptotheca capensis
Calyptotheca capensis is een mosdiertjessoort uit de familie van de Lanceoporidae. De wetenschappelijke naam van de soort is, als Emballotheca capensis, voor het eerst geldig gepubliceerd in 1937 door O'Donoghue & de Watteville.